# Santa Rosa Valley (California)
Santa Rosa Valley es un lugar designado por el censo ubicado en el condado de Ventura en el estado estadounidense de California. En el año 2010 tenía una población de 3.334 habitantes.

## Geografía
Santa Rosa Valley se encuentra ubicado en las coordenadas 34°14′43.48″N 118°54′8.02″O / 34.2454111, -118.9022278.